# Josef Vinklář

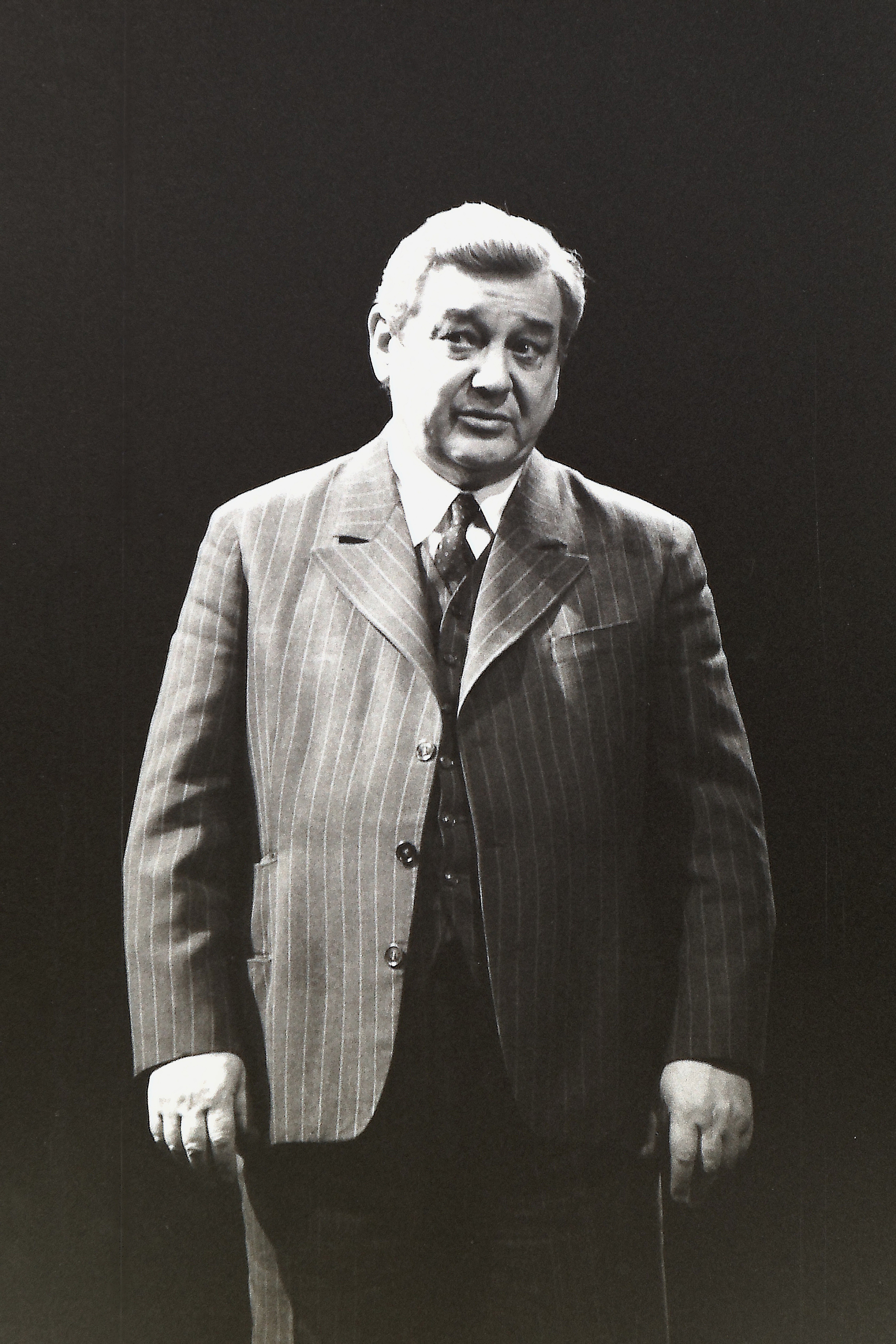
Josef Vinklář in einer Aufnahme von 1986

Josef Vinklář (* 10. November 1930 in Podůlší; † 18. September 2007 in Prag) war ein tschechischer Schauspieler.

## Leben
Vinklář spielte seine ersten Rollen als Kind beim Dismanův rozhlasový dětský soubor (DRDS). Sein erstes Engagement erhielt er im Alter von fünfzehn Jahren beim Divadlo satiry in Prag. Nach der Wiederbelebung des Osvobozené divadlo durch Jiří Voskovec und Jan Werich spielte Vinklář dort in den Jahren 1946 bis 1948. Bis 1950 gehörte er zum Ensemble des Städtischen Theater Pardubice und wurde dann ans Realistické divadlo in Smíchov engagiert.
Durch seine Rolle als Dr. Cvach in der Fernsehserie Das Krankenhaus am Rande der Stadt wurde Vinklář einem breiten Publikum bekannt. 1983 wechselte der Schauspieler nach 33-jähriger Tätigkeit in Smíchov an das Národní divadlo. Dort spielte er u. a. 2001 den Wassermann Ivan in Lucerna von Alois Jirásek und 2004 den Petr Dubský in Našich furiantech von Ladislav Stroupežnický. 1987 erhielt Vinklář eine Ehrung als „Verdienter Künstler“ der Tschechoslowakei. Im Jahre 2001 wurde er mit dem František-Filipovský-Preis für sein Lebenswerk als Schauspieler und Synchronsprecher ausgezeichnet.
Durch seine Bekanntschaft zu dem in der BRD arbeitenden Regisseur Zbyněk Brynych trat Vinklář auch in zwei Folgen der Krimiserie Der Kommissar und in einer Episode von Der Alte auf, in denen er Deutsch sprach.
Josef Vinklář veröffentlichte, unterstützt von Václav Dušek, im Jahre 2001 seine Lebenserinnerungen unter dem Titel Pokus o kus pravdy.
Seine letzte Rolle spielte Vinklář in der Serie Hraběnky des Česká televize, die 2007 ausgestrahlt wurde. Josef Vinklář war in erster Ehe mit Jana Dítětová (1926–1991) verheiratet. Später heiratete er seine langjährige Geliebte Ivanka Devátá (* 1935), mit der er einen Sohn hatte. Vinklář ist der Vater des Malers Jakub Vinklář, der seiner Ehe mit Jana Dítětová entstammt. Er starb an einer Krebserkrankung.

## Filmografie (Auswahl)
- 1959: Die Prinzessin mit dem goldenen Stern (Princezna se zlatou hvězdou)
- 1963: Transport aus dem Paradies (Transport z ráje)
- 1968–1970: Alte Kriminalfälle (Hrísní lidé mesta prazského, 12 Folgen als Ermittler Bouse)
- 1970: Der Kommissar (2 Folgen: Tod einer Zeugin, Die kleine Schubelik)
- 1974–1975: Es war einmal ein Haus (Byl jednou jeden dům), Fernsehserie
- 1977: Die Frau hinter dem Ladentisch (Žena za pultem), Fernsehserie
- 1979: Das Geheimnis der stählernen Stadt (Tajemství Ocelového mesta) (Spielfilm nach Jules Verne)
- 1978–1981: Das Krankenhaus am Rande der Stadt (Nemocnice na kraji města), Fernsehserie
- 1980: Der Alte (1 Folge: Magdalena)
- 1984: Sanitka (Fernsehserie)
- 1985: Panoptikum der Altstadt Prag (Panoptikum města pražského), Fernsehserie
- 2003: Das Krankenhaus am Rande der Stadt – 20 Jahre später (Nemocnice na kraji města po dvacati letech), Fernsehserie
- 2004: Náměstíčko (Fernsehserie)
- 2006: Náves (Fernsehserie)
- 2006: Příkopy (Fernsehserie)
- 2007: Hraběnky (Fernsehserie)